# How My Heart Was Won
"How My Heart Was Won" is een nummer van de Nederlandse band DI-RECT uit 2023.

## Achtergrond
Het nummer is geschreven door bandleden Bas van Wageningen, Frans van Zoest (Spike), Jamie Westland, Paul Jan Bakker en Marcel Veenendaal in samenwerking met Guus van der Steen en Niels Zuiderhoek en geproduceerd door de band en Zuiderhoek. De titel van het liefdeslied is bedacht door Bakker, de gitarist van de band, toen hij aan westerns en een speciaal iemand dacht. Spike had nog een couplet liggen, waar ze later nog het refrein aan toevoegden.
"How My Heart Was Won" bereikte de 26e plaats in de Top 40 en plaats 67 in de Single Top 100. Het nummer werd bij NPO Radio 2 de TopSong en bij Radio 538 de 538 Favourite.

## Hitnoteringen

### Nederlandse Top 40
| Hitnotering (week 1 t/m 5): 04-02-2023 t/m 04-03-2023 Hitnotering (week 6 tot heden): 15-04-2023 tot heden | Hitnotering (week 1 t/m 5): 04-02-2023 t/m 04-03-2023 Hitnotering (week 6 tot heden): 15-04-2023 tot heden | Hitnotering (week 1 t/m 5): 04-02-2023 t/m 04-03-2023 Hitnotering (week 6 tot heden): 15-04-2023 tot heden | Hitnotering (week 1 t/m 5): 04-02-2023 t/m 04-03-2023 Hitnotering (week 6 tot heden): 15-04-2023 tot heden | Hitnotering (week 1 t/m 5): 04-02-2023 t/m 04-03-2023 Hitnotering (week 6 tot heden): 15-04-2023 tot heden | Hitnotering (week 1 t/m 5): 04-02-2023 t/m 04-03-2023 Hitnotering (week 6 tot heden): 15-04-2023 tot heden | Hitnotering (week 1 t/m 5): 04-02-2023 t/m 04-03-2023 Hitnotering (week 6 tot heden): 15-04-2023 tot heden | Hitnotering (week 1 t/m 5): 04-02-2023 t/m 04-03-2023 Hitnotering (week 6 tot heden): 15-04-2023 tot heden | Hitnotering (week 1 t/m 5): 04-02-2023 t/m 04-03-2023 Hitnotering (week 6 tot heden): 15-04-2023 tot heden | Hitnotering (week 1 t/m 5): 04-02-2023 t/m 04-03-2023 Hitnotering (week 6 tot heden): 15-04-2023 tot heden | Hitnotering (week 1 t/m 5): 04-02-2023 t/m 04-03-2023 Hitnotering (week 6 tot heden): 15-04-2023 tot heden | Hitnotering (week 1 t/m 5): 04-02-2023 t/m 04-03-2023 Hitnotering (week 6 tot heden): 15-04-2023 tot heden | Hitnotering (week 1 t/m 5): 04-02-2023 t/m 04-03-2023 Hitnotering (week 6 tot heden): 15-04-2023 tot heden |
| Week: | 1 | 2 | 3 | 4 | 5 | | 6 | 7 | 8 | 9 | 10 | 11 |
| --- | --- | --- | --- | --- | --- | --- | --- | --- | --- | --- | --- | --- |
| Positie:                                                                                                   | 34 | 33 | 33 | 33 | 34 | uit | 29 | 26 | 26 | 26 | 27 | 31 |

### NederlandseSingle Top 100
| Hitnotering: 22-04-2023 tot heden | Hitnotering: 22-04-2023 tot heden | Hitnotering: 22-04-2023 tot heden | Hitnotering: 22-04-2023 tot heden | Hitnotering: 22-04-2023 tot heden | Hitnotering: 22-04-2023 tot heden |
| Week:                             | 1                                 | 2                                 | 3                                 | 4                                 | 5                                 |
| --------------------------------- | --------------------------------- | --------------------------------- | --------------------------------- | --------------------------------- | --------------------------------- |
| Positie:                          | 100                               | 95                                | 84                                | 67                                | 71                                |

### NPO Radio 2 Top 2000
| Nummer met noteringen in de NPO Radio 2 Top 2000 | '23  | '24 |
| ------------------------------------------------ | ---- | --- |
| How My Heart Was Won                             | 1796 | 438 |

1. ↑  Een vetgedrukt getal geeft de hoogste notering aan.
2. ↑  2023 was het eerste jaar met een notering voor dit nummer.